# Espectáculo Aéreo La Gran Fuerza de México
El Espectáculo Aéreo La Gran Fuerza De México es un evento cívico creado y organizado por la Secretaría de la Defensa Nacional (SEDENA), que se lleva a cabo cada último sábado del mes de agosto en la Base Aérea Militar N.º 1 de Santa Lucía (ahora conocida como Aeropuerto Internacional Felipe Ángeles), en el municipio de Tecámac, Estado de México. En este evento participa el personal del ejército y fuerza aérea mexicanos, con el propósito de fortalecer más los lazos entre las fuerzas armadas y el pueblo mexicano. Desde 2022, participa el personal de la Guardia Nacional en el evento.
Paralelamente a este evento celebrado en agosto, se realiza en Santa Lucía cada dos años en el mes de abril la "Feria Aeroespacial México", la cual incluye exposiciones estáticas y una demostración aérea en la ceremonia de clausura. Hasta la fecha, se han realizado 5 ediciones de esta feria: la primera en 2015, la segunda en 2017, la tercera en 2019, la cuarta en 2021 y la quinta en 2023.
Otra demostración aérea similar fue el "Espectáculo Aéreo Jalisco 2017", el cual fue realizado el 28 de octubre de 2017, en la Base Aérea Militar N.º 5 de Zapopan, Jalisco. Originalmente este evento iba a realizarse el 29 de septiembre de ese año, pero a raíz del terremoto del 19 de septiembre en la Ciudad de México, el evento fue pospuesto, porque se requería a todo el personal de la SEDENA para aplicar el Plan DN-III-E en auxilio a las víctimas de ese desastre.

## Historia

### Creación del evento
Desde 2011, con la iniciativa del General de División Leonardo González García (comandante de la FAM), se ha realizado este evento sin interrupciones y se cuenta con la asistencia de más de 138.000 personas en la Base Aérea Militar N.º 1 de Santa Lucía. Los aviones y helicópteros de la Fuerza Aérea Mexicana que participan en este evento (tanto en vuelo como en exhibición estática) son los siguientes: Pilatus PC-7, Stearman PT-17, Boeing 727, Northrop F-5, Bell 206, Lockheed C-130 Hércules, CASA C-295, IAI Arava, Mil Mi-17, MD-530F, Pilatus PC-6 Porter, Beechcraft T-6 Texan II, Bell 412, EC-725 Cougar, Alenia C-27J Spartan, Sikorsky UH-60 Black Hawk, Grob G-120, Bell 407 y Boeing 737 Next Generation.

### Cancelación
El 17 de julio de 2018, un avión T-6 Texan del Escuadrón Aéreo 402 se estrelló minutos después de despegar de la Base Aérea Militar n.º 2, ubicada en Ixtepec, Oaxaca, los pilotos de la aeronave lograron eyectarse momentos antes, sufriendo lesiones leves. Después del accidente, el entonces secretario de la Defensa: General Salvador Cienfuegos Zepeda, tomó la decisión de cancelar la octava edición del espectáculo aéreo, la cual se llevaría a cabo el 25 de agosto del mismo año. El motivo de la cancelación del evento fueron los constantes accidentes que han tenido los aviones T-6 Texan desde su llegada al país: 
- Uno de los aviones siniestrados, perteneciente al Escuadrón Aéreo 205 se accidentó durante la clausura de la Feria Aeroespacial México 2015 llevado a cabo el día 25 de abril de 2015 en la Base Aérea Militar n.º 1 Santa Lucía, Estado de México, después de colisionar con otro avión del mismo tipo al romper la maniobra espejo. Los dos pilotos de la aeronave lograron eyectarse, sufriendo lesiones leves. El otro avión involucrado, pudo mantener el control y volvió al suelo sin problemas.[9]
- Otro avión, perteneciente al Escuadrón Aéreo 204 se estrelló durante un vuelo de reconocimiento realizado el día 10 de diciembre de 2016, a 20 kilómetros al sureste de Opodepe, en el estado de Sonora, matando a sus dos pilotos.[10]
- Otros dos aviones más se estrellaron tras colisionar durante una de las prácticas realizadas para la séptima edición del Espectáculo Aéreo "Centenario de la Constitución", el día 16 de agosto de 2017 en Santa Lucía. A diferencia del accidente anterior, los pilotos de ambos aviones lograron eyectarse, sufriendo lesiones leves.[11]

Como consecuencia de estos accidentes, los pilotos fueron vetados de hacer acrobacias aéreas, hasta que hayan recibido un adiestramiento especial para prevenir más incidentes de esta magnitud.

### Reanudación
Después de cuatro años de haberse cancelado la octava edición del Espectáculo Aéreo, finalmente fue realizada el 10 de septiembre de 2022, contando con una audiencia de más de 1,000,200 personas (tanto de manera presencial, como de manera virtual), además de ser el debut de la Guardia Nacional en este tipo de eventos.

## Ediciones

### Primera edición (2011)

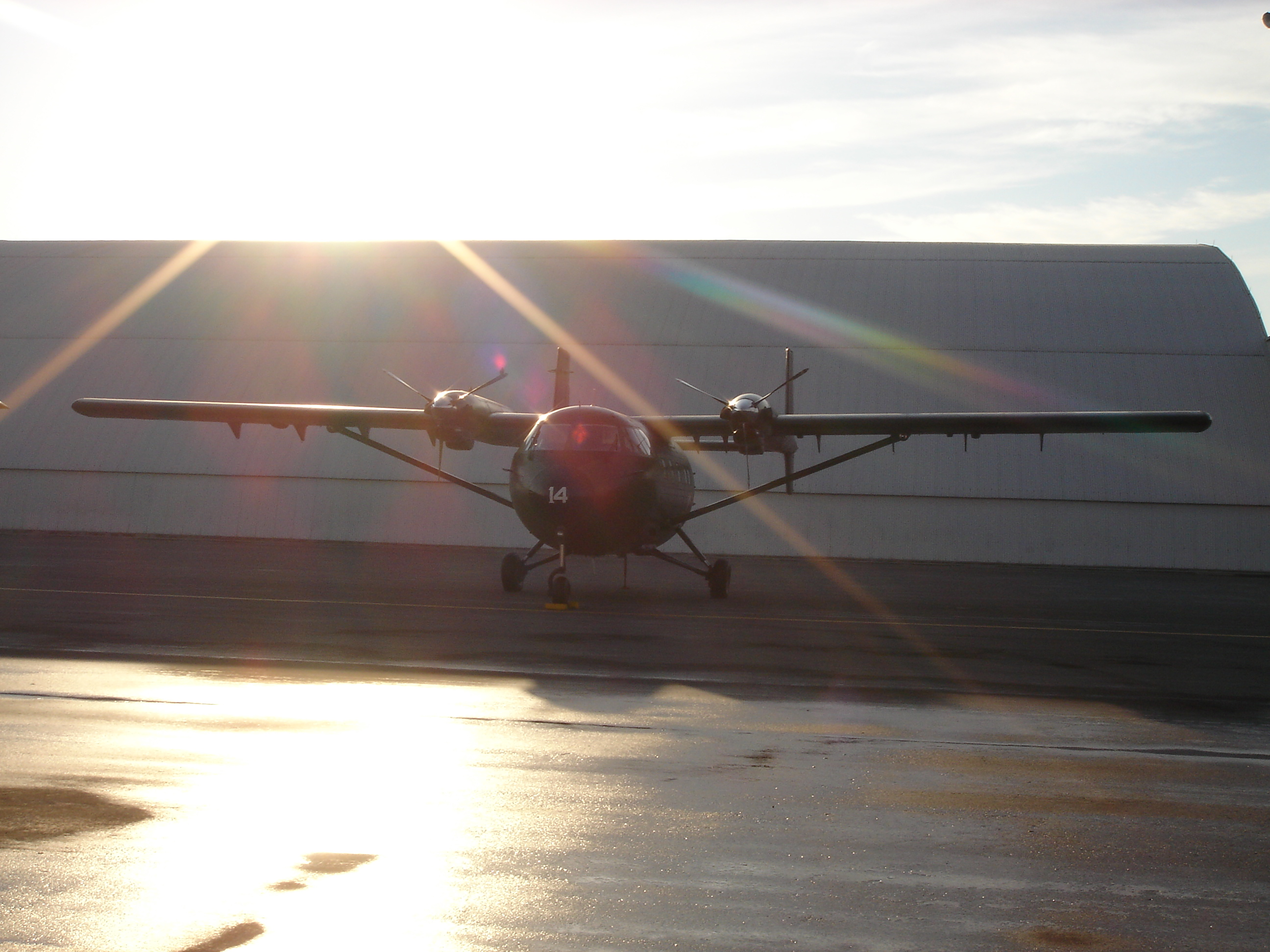
Un avión IAI Arava en la BAM n.º 7.

Se realizó el 27 de agosto del 2011, participaron 61 aeronaves en vuelo y 12 en la exhibición estática y asistieron más de 150.000 personas.
Este fue el itinerario:
A) 5 pasadas de 9 aviones Pilatus PC-7 en formación "Diamante" lanzando humo de colores de la bandera nacional.
B) 2 pasadas de 3 aviones Stearman PT-17 en formación "V" lanzando papeles de colores verde, blanco y rojo.
C) 2 pasadas de 1 avión Boeing 727 escoltado por 2 aviones F-5E en formación "V".
D) Tabla acrobática de 3 aviones F-5E y 1 avión F-5F (este último tenía pintado en la cola un emblema conmemorativo del presidente Francisco I. Madero).
E) Simulación de fumigación a plantíos de enervantes con 2 helicópteros Bell 206.
F) 2 pasadas de ametrallamiento de 3 aviones Pilatus PC-7.
G) Salto en masa de la brigada de fusileros paracaidistas desde 1 avión C-130 Hércules y desde 4 aviones CASA C-295M.
H) Salto de paracaidistas en caída libre desde 2 aviones IAI Arava.
I) Pases simultáneos de ametrallamiento de 2 helicópteros MD-530F.
J) Infiltración y exfiltración de fuerzas especiales por medio de 2 helicópteros MI-17.
K) 3 pasadas de 2 escuadrones de 12 aviones Pilatus PC-7 cada uno.
L) Aterrizaje corto de 2 aviones Pilatus PC-6 Porter.
M) Tabla acrobática del Equipo Acrobático del Colegio del Aire.
N) 2 pasadas de 4 aviones CASA C-295M y 1 avión C-130 Hércules en formación "Punta de flecha".
O) Flor de lis ejecutada por el Equipo Acrobático del Colegio del Aire y pase nivelado de 3 aviones Pilatus PC-7 en formación "V" lanzando humo de colores de la bandera nacional.

### Segunda edición (2012)

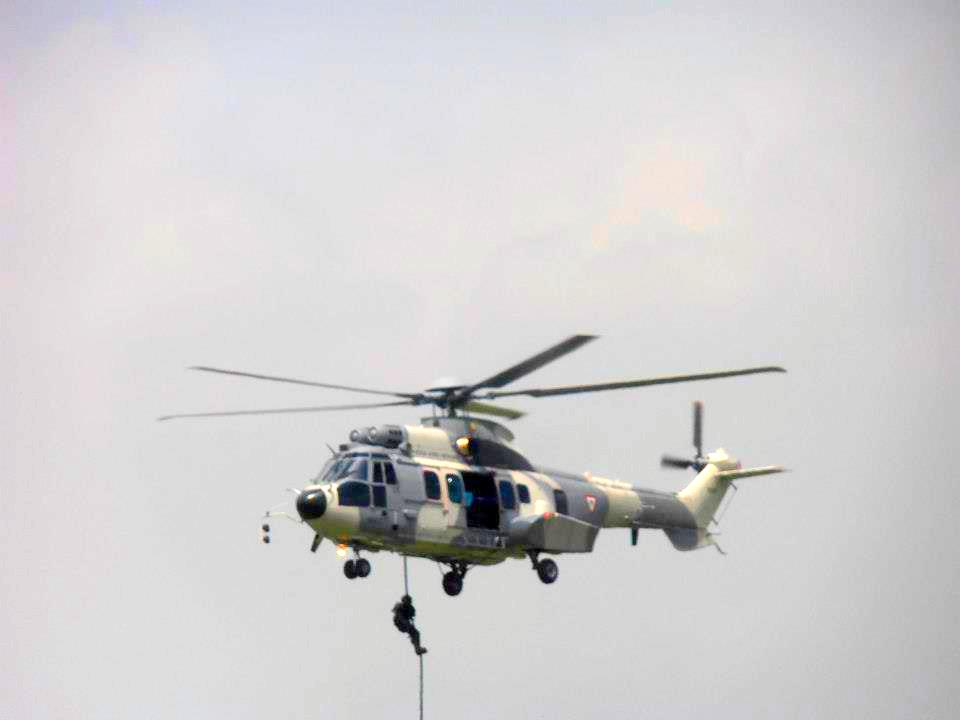
Personal de fuerzas especiales haciendo descenso en soga desde un helicóptero EC-725 Cougar.

Se realizó el 25 de agosto del 2012, teniendo una asistencia de más de 190,000 personas.
Este fue el itinerario:
A) 2 pasadas de 9 aviones Pilatus PC-7 en formación "Diamante" lanzando humo de colores de la bandera nacional.
B) 2 pasadas de 2 aviones Stearman PT-17 lanzando papeles de colores verde, blanco y rojo.
C) Salto en masa de la brigada de fusileros paracaidistas desde 2 aviones CASA C-295M y desde 1 avión C-130 Hércules.
D) Salto de paracaidistas en caída libre desde 2 helicópteros MI-17.
E) 2 pasadas de 1 avión Boeing 727 escoltado por 4 aviones F-5 en formación "V".
F) Tabla acrobática de 3 aviones F-5E y 1 avión F-5F.
G) Simulación de fumigación a plantíos de enervantes con 2 helicópteros Bell 206.
H) Pases simultáneos de ametrallamiento de 2 helicópteros MD-530F.
I) Infiltración y exfiltración de fuerzas especiales por medio de 4 helicópteros Bell 412 y 3 helicópteros EC-725 Cougar.
J) 2 pasadas de ametrallamiento de 6 aviones Pilatus PC-7.
K) 3 pasadas de 2 escuadrones de 12 aviones Pilatus PC-7 cada uno.
L) 2 aterrizajes cortos de 1 avión Pilatus PC-6 Porter.
M) Presentación de 3 aviones T-6 Texan en formación "V".
N) 2 pasadas de 4 aviones CASA C-295M, 3 aviones C-27J Spartan y 3 aviones C-130 Hércules.
O) Presentación y aterrizaje de los helicópteros de la FAM (3 EC-725 Cougar, 3 Bell 412, 3 MI-17, 6 Bell 206 y 2 MD-530F).
P) Tabla acrobática del Equipo Acrobático del Colegio del Aire.
Q) Flor de lis ejecutada por el Equipo Acrobático del Colegio del Aire, lanzando humo de colores de la bandera nacional.

### Tercera edición (2013)
Se realizó el 24 de agosto del 2013, bajo el nombre de "Fuerzas Armadas, Pasión Por Servir A México".
Este fue el itinerario:
A) 3 pasadas de 9 aviones Pilatus PC-7 en formación "Diamante" lanzando humo de colores de la bandera nacional.
B) 2 pasadas de 1 avión Boeing 727 escoltado por 4 aviones F-5 en formación "V".
C) Tabla acrobática de 3 aviones F-5E y 1 avión F-5F.
D) 2 pasadas de ametrallamiento de 3 aviones Pilatus PC-7.
E) Simulación de fumigación a plantíos de enervantes con 4 helicópteros Bell 206.
F) Pases simultáneos de ametrallamiento de 2 helicópteros MD-530F.
G) Infiltración y exfiltración de fuerzas especiales por medio de 2 helicópteros Bell 412 y 3 helicópteros EC-725 Cougar.
H) Salto en masa de la brigada de fusileros paracaidistas desde 2 aviones CASA C-295M y desde 1 avión C-130 Hércules.
I) Salto de paracaidistas en caída libre desde 1 avión C-130 Hércules.
J) 3 pasadas de 2 escuadrones de 12 aviones Pilatus PC-7 cada uno.
K) Tabla acrobática del Equipo Acrobático del Colegio del Aire.
L) 2 pasadas de 1 avión C-27J Spartan escoltado por 5 aviones T-6 Texan en formación "Delta".
M) Flor de lis ejecutada por el C-27J Spartan y su escolta de 5 aviones T-6 Texan.
N) Tabla acrobática del Equipo Acrobático de la EMAATFA.
O) Aterrizaje corto de 1 avión Pilatus PC-6 Porter.
P) 2 pasadas de 4 aviones CASA C-295M, 2 aviones C-27J Spartan y 2 aviones C-130 Hércules.
Q) Presentación y aterrizaje de los helicópteros de la FAM (3 EC-725 Cougar, 2 Bell 412, 2 MI-17, 6 Bell 206 y 3 MD-530F).
R) 2 pasadas de 3 aviones Stearman PT-17 en formación "V" lanzando papeles de colores verde, blanco y rojo.
S) Pase nivelado de 18 aviones Pilatus PC-7, lanzando humo de colores de la bandera nacional.

### Cuarta edición (2014)
Se realizó el 23 de agosto del 2014, bajo el nombre de "Fuerzas Armadas, Pasión Por Servir A México".
Este fue el itinerario:
A) Pase de 8 aviones T-6 Texan en formación "V" lanzando humo blanco.
B) Pase de un avión Boeing 727 escoltado por 2 aviones F-5E en formación "V".
C) Tabla acrobática de 2 aviones F-5E.
D) Infiltración y exfiltración de fuerzas especiales por medio de 2 helicópteros Bell 412 y 3 helicópteros EC-725 Cougar.
E) 2 pasadas de ametrallamiento de 3 aviones Pilatus PC-7.
F) Pases simultáneos de ametrallamiento de 2 helicópteros MD-530F y de 2 helicópteros UH-60L Black Hawk.
G) Aterrizaje corto de 1 avión Pilatus PC-6 Porter.
H) Salto en masa de la brigada de fusileros paracaidistas desde 4 aviones CASA C-295M.
I) Pase de un escuadrón de 15 aviones Pilatus PC-7.
J) Tabla acrobática del Equipo Acrobático del Colegio del Aire.
K) Salto de paracaidistas en caída libre desde un avión C-130 Hércules.
L) Presentación y aterrizaje de los helicópteros de la FAM (3 EC-725 Cougar, 2 UH-60L Black Hawk y 3 Bell 412).
M) Pase de 4 aviones CASA C-295M, 3 aviones C-27J Spartan y 1 avión C-130 Hércules.
N) 2 pasadas de 2 aviones Stearman PT-17 lanzando papeles de colores verde, blanco y rojo.
O) Tabla acrobática del Equipo Acrobático de la EMAATFA.
P) Rompimiento en formación ejecutado por el Equipo Acrobático del Colegio del Aire y pase nivelado de 9 aviones Pilatus PC-7, lanzando humo de colores de la bandera nacional.

### Quinta edición (2015)
Se realizó el 22 de agosto del 2015, bajo el nombre de "Fuerza Aérea Mexicana, 100 años de Lealtad".
Este fue el itinerario:
A) Flor de lis ejecutada por 4 aviones F-5.
B) Pase de 1 avión Stearman PT-17 lanzando papeles de colores verde, blanco y rojo.
C) Pase de ametrallamiento de 3 aviones Pilatus PC-7.
D) Contraste de velocidades ejecutado por 1 avión Stearman PT-17 y 4 aviones F-5.
E) 2 pasadas de 1 avión Boeing 727 escoltado por 4 aviones F-5 en formación "V".
F) Tabla acrobática de 3 aviones F-5E y 1 avión F-5F.
G) Pases simultáneos de ametrallamiento de 2 helicópteros UH-60L Black Hawk.
H) Infiltración y exfiltración de fuerzas especiales por medio de 2 helicópteros Bell 412 y 3 helicópteros EC-725 Cougar.
I) Simulación de fumigación a plantíos de enervantes con 3 helicópteros Bell 407GX.
J) Demostración de rescate y extinción de incendios con 3 helicópteros MI-17.
K) Maniobras a baja velocidad ejecutadas por 2 helicópteros Bell 412 y 2 helicópteros EC-725 Cougar.
L) Salto de paracaidistas en caída libre desde 1 avión CASA C-295W.
M) Salto en masa de la brigada de fusileros paracaidistas desde 1 avión CASA C-295W, desde 2 aviones CASA C-295M y desde 1 avión C-130 Hércules.
N) 2 pasadas de 2 escuadrones, el primero conformado conformado por 9 aviones Grob G-120TP y el segundo conformado por 16 aviones T-6 Texan.
O) Presentación y aterrizaje de los helicópteros de la FAM (3 EC-725 Cougar, 2 UH-60L Black Hawk, 4 Bell 412, 7 MI-17, 4 Bell 407GX y 4 MD-530F).
P) Tabla acrobática del Equipo Acrobático de la EMAATFA.
Q) 2 pasadas de un escuadrón de 15 aviones Pilatus PC-7.
R) Pase de 2 aviones CASA C-295W, 5 aviones CASA C-295M, 3 aviones C-27J Spartan y 1 avión C-130 Hércules.
S) Tabla acrobática del Equipo Acrobático del Colegio del Aire.
T) Pase nivelado de 8 aviones Pilatus PC-7 (4 a la izquierda y 4 a la derecha) acompañados de 11 aviones T-6 Texan (en medio de los aviones Pilatus PC-7) lanzando humo de colores de la bandera nacional.

### Sexta edición (2016)
Se realizó el 27 de agosto del 2016, bajo el nombre de "Estamos Contigo, Nuestra Causa es México".
Este fue el itinerario:
A) Pase de un helicóptero EC-725 Cougar transportando la bandera de México y pase de un helicóptero UH-60L Black Hawk transportando las banderas del ejército y fuerza aérea mexicanos.
B) Pase de 3 aviones Stearman PT-17 en formación "V" lanzando papeles de colores verde, blanco y rojo.
C) Pase de 1 avión C-27J Spartan escoltado por 5 aviones T-6 Texan en formación "Delta".
D) Contraste de velocidades ejecutado por 3 aviones Stearman PT-17 y 3 aviones T-6 Texan.
E) Pase de ametrallamiento de 2 aviones Pilatus PC-7.
F) Pases simultáneos de ametrallamiento de 1 helicóptero UH-60L Black Hawk y de 2 helicópteros EC-725 Cougar.
G) Salto de paracaidistas en caída libre desde 1 avión C-130 Hércules.
H) Salto en masa de la brigada de fusileros paracaidistas desde 3 aviones CASA C-295M y desde 1 avión C-130 Hércules.
I) Sombrilla aérea ejecutada por 4 aviones T-6 Texan y 2 helicópteros EC-725 Cougar.
J) Flor de lis ejecutada por el C-27J Spartan y su escolta de 5 aviones T-6 Texan.
K) Rompimiento ascendente ejecutado por 2 aviones C-130 Hércules y pase de 3 aviones CASA C-295M en formación "V".
L) Infiltración de fuerzas especiales por medio de 3 helicópteros MI-17.
M) Transporte aéreo de camionetas Jeep Wrangler por medio de 3 helicópteros MI-17.
N) Demostración de rescate y extinción de incendios con 3 helicópteros MI-17.
O) Tabla acrobática del Equipo Acrobático del Colegio del Aire.
P) Pase de 9 aviones T-6 Texan en formación "Diamante" lanzando humo blanco.
Q) Tabla acrobática del Equipo Acrobático de la EMAATFA.
R) Secuencia de cruces ejecutada por 2 helicópteros MD-530F.
S) Simulación de fumigación a plantíos de enervantes con 3 helicópteros Bell 407GX.
T) Maniobras a baja velocidad ejecutadas por 4 helicópteros UH-60 Black Hawk (1 UH-60L y 3 UH-60M).
U) 2 pasadas de un avión Boeing 727 escoltado por 3 aviones F-5 en formación "Diamante".
V) 2 pasadas de 3 escuadrones, el primero conformado por 10 aviones T-6 Texan, el segundo conformado por 10 aviones Pilatus PC-7 y el tercero conformado por 10 aviones Grob G-120TP.
W) Presentación y aterrizaje de los helicópteros de la FAM (3 EC-725 Cougar, 3 UH-60M Black Hawk, 3 Bell 412, 3 MI-17, 4 Bell 407GX y 4 MD-530F).
X) Pase  de 1 avión Boeing 737 NG escoltado por 3 aviones F-5 en formación "Diamante".
Y) Tabla acrobática de 1 avión F-5E y 2 aviones F-5F.
Z) Pase nivelado de 10 aviones Pilatus PC-7 (5 a la izquierda y 5 a la derecha), acompañados de 5 aviones T-6 Texan (en medio de los aviones Pilatus PC-7), lanzando humo de colores de la bandera nacional, además de un pase a baja altura de un helicóptero UH-60L Black Hawk transportando la bandera de México.
Al finalizar este evento, los aviones Boeing 727 fueron dados de baja tras 34 años de servicio activo.

### Séptima edición (2017)
Se realizó el 26 de agosto del 2017, bajo el nombre de "Centenario de la Constitución".
Este fue el itinerario:
A) Pase de 2 helicópteros UH-60M Black Hawk: el primero transportando la bandera de México y el segundo transportando una bandera conmemorativa del espectáculo, además de un pase a mayor altura de 8 aviones T-6 Texan formando un número 7.
B) Pase de 3 aviones Stearman PT-17 en formación "V" lanzando papeles de colores verde, blanco y rojo.
C) Pases simultáneos de ametrallamiento de 2 helicópteros MD-530F y de 2 helicópteros MI-17.
D) Pase de 1 helicóptero UH-60M Black Hawk escoltado por 2 aviones T-6 Texan en formación "V".
E) Contraste de velocidades ejecutado por 3 aviones Stearman PT-17 y 3 aviones T-6 Texan.
F) Salto en masa de la brigada de fusileros paracaidistas desde 2 aviones CASA C-295M y desde 2 aviones CASA C-295W.
G) Salto de paracaidistas en caída libre desde 1 avión C-130 Hércules.
H) Sombrilla aérea ejecutada por 2 aviones T-6 Texan y 2 helicópteros EC-725 Cougar.
I) Infiltración y exfiltración de fuerzas especiales por medio de 3 helicópteros MI-17.
J) Demostración de rescate y extinción de incendios con 3 helicópteros MI-17.
K) Tabla acrobática del Equipo Acrobático del Colegio del Aire.
L) Tabla acrobática de 1 avión F-5F.
M) Pase de 3 aviones Boeing 737 (1 737-200 y 2 737 NG) escoltados por 1 avión F-5F en formación "Diamante".
N) Pase de 4 aviones CASA C-295M, 2 aviones CASA C-295W y 1 avión C-130 Hércules.
O) 2 pasadas de un escuadrón de 10 aviones Grob G-120TP.
P) Secuencia de cruces ejecutada por 2 helicópteros MD-530F.
Q) Simulación de fumigación a plantíos de enervantes con 3 helicópteros Bell 407GX.
R) Maniobras a baja velocidad ejecutadas por 4 helicópteros UH-60M Black Hawk.
S) Tabla acrobática del Equipo Acrobático de la EMAATFA.
T) Tabla acrobática de 6 aviones T-6 Texan del Escuadrón Aéreo 201.
U) Tabla acrobática de 7 aviones T-6 Texan del Escuadrón Aéreo 402.
V) Presentación y aterrizaje de los helicópteros de la FAM (7 UH-60M Black Hawk y 9 MI-17).
W) Flor de lis ejecutada por 4 aviones CASA C-295M y 2 aviones CASA C-295W.
X) Pase de 3 aviones Boeing 737 (1 737-200 y 2 737 NG) en formación "V".
Y) Pase nivelado de 6 aviones Pilatus PC-7 (3 a la izquierda y 3 a la derecha), acompañados de 4 aviones T-6 Texan en formación "Diamante" (en medio de los aviones Pilatus PC-7), lanzando humo de colores de la bandera nacional, además de un pase a baja altura de un helicóptero UH-60M Black Hawk transportando la bandera de México.

### Octava edición (2022)
Se realizó el 10 de septiembre del 2022, bajo el nombre de "La Gran Fuerza de México". Esta edición se llevaría a cabo originalmente el 25 de agosto del 2018, pero debido a los accidentes constantes de los aviones T-6 Texan en los años previos (el más reciente tuvo lugar el 17 de julio de aquel año), provocaron que el evento se cancelara por cuatro años, hasta que los pilotos fueran capaces de realizar acrobacias aéreas sin chocar en el aire.
Este fue el itinerario:
A) Salto de paracaidistas en caída libre desde un avión C-130 Hércules.
B) Infiltración y exfiltración de fuerzas especiales por medio de 2 helicópteros UH-60M Black Hawk de la Guardia Nacional.
C) Infiltración y exfiltración de fuerzas especiales por medio de 2 helicópteros Bell-412, junto con una sombrilla aérea realizada por un helicóptero UH-60M Black Hawk y 2 aviones T-6 Texan.
D) Demostración de rescate y extinción de incendios con 3 helicópteros MI-17.
E) Pase de los aviones de la Fuerza Aérea Mexicana: 9 aviones T-6 Texan en formación "V", 5 aviones Grob G-120TP en formación "V", 6 aviones Pilatus PC-7 en formación "Delta", 2 aviones Boeing 737 NG en columna abierta, un avión C-27J Spartan y un avión C-130 Hércules escoltados por 6 aviones T-6 Texan y 4 aviones CASA C-295 (2 C-295M y 2 C-295W) en formación "Diamante".
F) Segundo pase de un avión C-27J Spartan y un avión C-130 Hércules escoltados por 6 aviones T-6 Texan, y 4 aviones CASA C-295 (2 C-295M y 2 C-295W) en formación "Diamante".
G) Tabla acrobática de un avión Pilatus PC-7.
H) Tabla acrobática de 6 aviones T-6 Texan del Escuadrón Aéreo 402.
I) Tabla acrobática de un avión F-5E y un avión F-5F.
J) Pase de los helicópteros de la Fuerza Aérea Mexicana y de la Guardia Nacional: 3 MD-530F en formación "V", 3 Bell-412 en formación "V", 4 UH-60M Black Hawk (2 de ellos pertenecientes a la Guardia Nacional) en formación "Diamante", 5 MI-17 (2 de ellos pertenecientes a la Guardia Nacional) en formación "V", 4 UH-60 Black Hawk (2 UH-60L y 2 UH-60M) en columna abierta y 5 EC-725 Cougar (2 de ellos pertenecientes a la Guardia Nacional) en formación "V".
K) Pase de 9 aviones T-6 Texan lanzando humo de colores de la bandera nacional, junto con un pase a menor altura de 2 helicópteros UH-60M Black Hawk: el primero transportando la bandera de México y el segundo transportando una bandera conmemorativa del espectáculo.